# Regionalwahl in der Emilia-Romagna 1970
Die Regionalwahl in der Emilia-Romagna 1970 fand am 7. und 8. Juni statt.

## Wahlergebnis
| Listen            | Listen                                           | Stimmen   | %    | Mandate |
| ----------------- | ------------------------------------------------ | --------- | ---- | ------- |
|                   | Partito Comunista Italiano                       | 1.148.643 | 44,0 | 24      |
|                   | Democrazia Cristiana                             | 672.755   | 25,8 | 14      |
|                   | Partito Socialista Italiano                      | 210.369   | 8,1  | 3       |
|                   | Partito Socialista Unitario                      | 195.925   | 7,5  | 3       |
|                   | Partito Repubblicano Italiano                    | 103.393   | 4,0  | 2       |
|                   | Partito Socialista Italiano di Unità Proletaria  | 99.993    | 3,8  | 2       |
|                   | Partito Liberale Italiano                        | 97.662    | 3,7  | 1       |
|                   | Movimento Sociale Italiano                       | 77.366    | 3,0  | 1       |
|                   | Partito Democratico Italiano di Unità Monarchica | 5.069     | 0,2  | –       |
| Gesamt            | Gesamt                                           | 2.611.175 | 100  | 50      |
|                   |                                                  |           |      |         |
| Ungültige Stimmen | Ungültige Stimmen                                | 86.134    | 3,2  |         |
| Wähler            | Wähler                                           | 2.697.309 | 96,6 |         |
| Wahlberechtigte   | Wahlberechtigte                                  | 2.792.598 |      |         |